# Prodrive
Prodrive és una empresa dedicada al disseny, fabricació i distribució de vehicles amb seu a Banbury, Oxfordshire, Anglaterra, Regne Unit. És la filial a Europa per a les marques Subaru, Aston Martin i Ford. Va ser fundada el 1984 per Ian Parry i David Richards, el seu president actual.
El 1990, Prodrive va començar a servir com a estructura de l'equip Subaru World Rally Team que va participar oficialment en el Campionat Mundial de Ral·lis. El seu primer model va ser el Subaru Legacy, que més tard es va reemplaçar pel Subaru Impreza. Amb aquest model, Colin McRae va ser campió de pilots el 1995, Richard Burns el 2001 i Petter Solberg en 2003. Prodrive també li va donar tres títols de constructors a Subaru. Subaru va retirar l'equip després de la temporada 2008.
Prodrive va competir com a equip oficial Ford en el Campionat Britànic de Turismes durant dues temporades. Després d'un pobre debut el 1999, l'equip va dominar la temporada 2000, guanyant la meitat de les carreres, i obtenint el 1-2-3 en el campionat de pilots amb Alain Menu, Anthony Reid i Rickard Rydell. Ford es va retirar del certamen per a la temporada 2001.
Sense suport algun Ferrari, Prodrive va competir des de 2001 fins a 2004 amb el Ferrari 550 Maranello en el Campionat FIA GT, les 24 Hores de Le Mans i l'American Le Mans Series. Entre els seus èxits, va obtenir la victòria en la classe GTS de les 24 Hores de Le Mans de 2003.
A finals de 2004, Prodrive va iniciar un programa oficial amb la marca britànica Aston Martin, de manera que va competir sota el nom Aston Martin Racing en diversos campionats de resistència, tant amb gran turismes com amb prototips sport. El 2012, va disputar el Campionat Mundial de Resistència amb un Aston Martin V8 Vantage.
Prodrive va rebre la llicència per competir en amb l'equip Prodrive F1 a partir de l'any 2008, però se li va prohibir utilitzar automòbils clients i el projecte es va cancel·lar. L'empresa va realitzar diversos intents més d'ingressar a la Fórmula 1 però no els va concretar.
El 2009 Prodrive va començar a treballar en Mini John Cooper Works WRC, 1 gen versió per ral·lis basat en el Mini Countryman, amb el qual l'equip Mini WRC Team competeix actualment en el Campionat Mundial de Ral·li.

## Història
Prodrive va ser fundada el 1984 per Ian Parry i David Richards, aquest últim ara és el president del grup. La seva primera participació en l'automobilisme va ser amb el Rothmans Porsche Rally Team, amb un Porsche 911 SC RS per a Henri Toivonen al Campionat Europeu de Ral·lis i per Saeed Al Hajri al Campionat de Ral·lis de l'Orient Mitjà. El 1986, Prodrive va córrer un MG Metro 6R4 en campionats de ral·li britànics i irlandesos.
El 1987, es van expandir a turismes, pilotant el BMW M3 al campionat britànic de turismes. Van ser els campions absoluts del 1988 i els campions de la classe B el 1989 i el 1990. Hi havia plans per a una entrada d'obres amb Mercedes durant el 1993 i el 1994, amb Bernd Schneider programat per conduir, però els plans van quedar arxivats. Des de llavors, Prodrive ha executat programes de turismes per a Alfa Romeo (1995) per a Honda (1997-8), per a Ford (campions de BTCC 1999-2000 el 2000) i amb Volvo al Campionat Europeu de Turismes (ETCC) de la FIA.
El 1990, Prodrive va començar a reunir-se amb Subaru, una relació que va durar fins al desembre del 2008, quan la recessió econòmica mundial va forçar la seva retirada del Ral·li Mundial. Durant els prop de 20 anys d'associació, l'equip va guanyar tres títols de WRC de pilots per a Colin McRae (1995), Richard Burns (2001) i Petter Solberg (2003), així com tres títols de fabricants (1995,96,97).
L'hivern de 1998, la companyia petroliera russa Lukoil va contactar amb la companyia per permetre'ls patrocinar els esports motors. Com que les entrades a la Fórmula 3000 estaven restringides, Richards va acordar un acord amb el seu amic de la família Christian Horner que Prodrive prendria una participació del 50% a Horner Arden International, a canvi que Horner es retirés de la conducció i esdevingués director d'equip. Com a resultat, Arden va signar Viktor Maslov com a conductor segons l'acord de Lukoil des del 1999.
El 1999, el grup inversor Apax Partners va comprar el 49% de Prodrive. Horner va exercir, per tant, l'opció de recomprar la participació de Prodrive a Arden. El 2007 Apax va vendre la seva inversió al negoci i el 2008, la companyia The Investment Dar, amb seu a Kuwait, va adquirir una part del negoci.
El 2000, Prodrive es va expandir de la seva base a Banbury, Regne Unit i va comprar un camp de proves privat a Warwickshire per allotjar el seu negoci de tecnologia automotriu. El 2001 la companyia va adquirir Tickford i va fusionar aquest negoci d'enginyeria d'automoció en les seves pròpies operacions. Amb Tickford van aparèixer empreses filials a Amèrica del Nord i Austràlia. Els negocis a Amèrica del Nord es van vendre posteriorment, mentre que a Austràlia, la marca Tickford va ser substituïda per la nova marca Ford Performance Vehicles (FPV). Prodrive va vendre la seva participació del 51% a Ford Performance Vehicles a Ford Australia el 2012. Prodrive també va fundar Ford Performance Racing el 2003, entrant a la sèrie V8 Supercar a Austràlia després de comprar Glenn Seton Racing. Es va vendre el gener del 2013.
El 2001, Prodrive va entrar en carreres de vehicles esportius amb el seu propi Ferrari 550 GTS Maranello, desenvolupat de manera privada. Prodrive va competir amb el cotxe fins al 2004 guanyant nombroses curses a la FIA GT i la American Le Mans Series. El més destacat del programa va ser la victòria de la classe GTS a les 24 hores de Le Mans el 2003.
L'èxit d'aquest projecte va portar a un programa complet de treballs amb Aston Martin i la creació d'Aston Martin Racing a finals del 2004, una associació entre Prodrive i el fabricant britànic de motors. L'equip va guanyar en el seu debut a les 12 hores de Sebring el 2005 amb el seu nou cotxe DBR9 GT1. Posteriorment, Aston Martin Racing va competir a les American Le Mans Series i a Le Mans, amb el més destacat del programa en dues victòries de la classe GT1 a Le Mans el 2007 i el 2008. El 2009 l'equip va desenvolupar un nou cotxe LMP1 i va guanyar el 2009 Le Mans Series i va ser quart a Le Mans i el cotxe de gasolina més ràpid. Aquest programa continua avui amb l'equip que competeix al Campionat Mundial de Resistència FIA (WEC) amb el Vantage GTE. El 2016 va guanyar els títols dels equips i pilots FIA WEC Pro; el 2017 el seu quart títol a Le Mans i el mateix any els títols per equips i pilots FIA WEC GTE Am.
El desembre de 2001 Prodrive va ser introduït per gestionar el fallit constructor BAR de Fórmula 1. Richards va ser nomenat director d'equip de BAR. Sota la direcció de Prodrive, les fortunes de l'equip es van capgirar i al final de la temporada 2004, l'equip BAR Honda F1 va quedar segon al campionat de constructors de F1. En aquest moment, els propietaris, BAT (British American Tobacco), van vendre l'equip a Honda. Es va finalitzar el contracte de gestió de Prodrive i el director gerent de Prodrive, Nick Fry, va assumir el paper de director d'equip. Posteriorment, Prodrive s'ha relacionat amb la Fórmula Un en diverses ocasions des de llavors (vegeu més avall per obtenir més informació)
Al març del 2007, un consorci dirigit pel president de Prodrive, David Richards, va comprar a Ford la firma britànica de vehicles esportius Aston Martin, que va portar Aston Martin de nou al control britànic. Prodrive no va tenir cap participació financera en l'acord. Richards va ser president d'Aston des del 2007 fins a finals del 2013, quan va deixar el càrrec.

## Campionat Mundial de Ral·lis
El 1990, Prodrive va iniciar una llarga i reeixida relació amb Subaru, formant el Subaru World Rally Team. Prodrive es va encarregar de dirigir les campanyes de ral·li de Subaru, ajudant-los a aconseguir tres Campionats del Món de Ral·lis (WRC) de pilots i tres fabricants. Començant amb el Subaru Legacy, van aconseguir un èxit menor al WRC amb els pilots habituals Colin McRae i Ari Vatanen. La primera victòria de Subaru al WRC va ser per McRae in a Legacy durant el Ral·li de Nova Zelanda de 1993. El més petit i àgil Impreza es va convertir en la plataforma que Prodrive tindria més èxit en el ral·li. L'escocès Colin McRae va guanyar el Campionat Mundial de Pilots de 1995, seguit més tard per l'anglès Richard Burns el 2001 i el noruec Petter Solberg el 2003. Els tres campionats Subarus van ser preparats i dirigits per Prodrive.
El distintiu esquema de color blau amb groc va ser un retrocés a l'acord de patrocini de principis dels anys noranta amb 555, una marca de cigarrets BAT popular a Àsia.
Després de diversos anys de males actuacions, Subaru va anunciar la seva retirada del WRC al final de la temporada 2008.
El 27 de juliol de 2010, es va anunciar que Prodrive tornaria a entrar al WRC amb un programa limitat el 2011 amb BMW utilitzant el MINI Countryman. L'equip MINI WRC va debutar al Ral·li italià de Sardenya el 2011. Tot i que ja no hi ha cap equip de treball, Prodrive continua construint i executant MINI per als clients del Campionat Mundial de Ral·lis i de les sèries nacionals de ral·li.
El 2014, Prodrive va desenvolupar un nou cotxe de ral·li basat en el VW Golf específicament per al campionat xinès de ral·lis. El cotxe competeix ara per l'equip FAW VW Rally en aquesta sèrie amb el suport de Prodrive.

## Rallycross
El 2013 Prodrive va desenvolupar el MINI RX, un nou cotxe de rallycross basat en el MINI WRC. Va ser construït segons la normativa de la FIA i va guanyar en debutar al Campionat Mundial de Rallycross (GRC) de Múnic impulsat per Liam Doran. El cotxe també va competir al GRC a Amèrica del Nord.
L'abril de 2018, GC KOMPETITION (GCK) va presentar el Megane R.S. RX, el cotxe de rallycross més avançat tecnològicament mai creat. GCK va nomenar Prodrive per dissenyar el Megane R.S. RX, que posteriorment va operar l'equip al Campionat Mundial de Rallycross FIA 2018.

## Fórmula 1
A partir de la temporada 2002, Prodrive va rebre un contracte de gestió de cinc anys per dirigir British American Racing (BAR), convertint-se en David Richards director d'equip. Els propietaris de BAR British American Tobacco i Prodrive tenien una relació prèvia amb BAT que patrocinava l'equip del Campionat Mundial de Ral·lis de Subaru, operat per Prodrive. L'equip va obtenir uns resultats modestos durant les seves primeres dues temporades abans de quedar segon al Campionat de Constructors el 2004, amb els pilots Jenson Button i Takuma Sato. No obstant això, el contracte de Prodrive es va rescindir aviat, després de la seva millor temporada després de la compra de BAR per part d'Honda.
El 28 d'abril de 2006, Prodrive va rebre oficialment l'entrada a la F1 quan la FIA va anunciar la llista d'inscrits al Campionat Mundial de Fórmula 1 del 2008. Max Mosley, president de la FIA, va quedar impressionat per l'oferta de Prodrive, que va vèncer la dura competència de Carlin Motorsport, el vestit Direxiv amb el suport de McLaren, dirigit per Jean Alesi, el cofundador del BAR, Craig Pollock, l'ex propietari de Minardi, Paul Stoddart, i l'exJordan Grand Director de l'equip de premis, Eddie Jordan. Va revelar que Prodrive ha trobat les finances per donar suport a la seva oferta, i ha afegit: "Prodrive té la millor combinació de suport financer, capacitat tècnica i experiència en automobilisme. A més, el director executiu de Prodrive, David Richards, té experiència com a director de l'equip de Fórmula 1".
Després d'un desafiament legal per part de Williams de l'ús proposat per Prodrive d'un cotxe client, David Richards va anunciar el 23 de novembre de 2007 que Prodrive no entraria en la Fórmula 1 per a la temporada 2008. Richards va deixar clar que encara era la intenció de Prodrive entrar a la Fórmula 1. No obstant això, després de nous aclariments sobre les normes sobre l'ús dels cotxes dels clients i la consegüent prohibició d'utilitzar els xassís dels clients des del començament de la temporada F1 2009, s’ha abandonat la recerca d'una entrada per la ruta del cotxe del client. Richards ha afirmat anteriorment que l'entrada com a constructor independent seria prohibitivament costosa.
El cap de Prodrive, David Richards, va estar relacionat amb la compra de l'equip abandonat d'Honda i la utilització com a sortida per a Prodrive. L'intent va ser un fracàs, ja que Ross Brawn, Nick Fry i la resta de la direcció de l'equip van comprar l'equip, convertint-se en Brawn GP.
El 23 d'abril de 2009, Prodrive va emetre un comunicat de premsa afirmant que estaven considerant una entrada a la F1 per a la temporada 2010, possiblement sota la marca Aston Martin Racing. El 29 de maig de 2009, es va informar que Prodrive havia presentat una sol·licitud formal per a la temporada 2010. Tot i això, Prodrive no va ser acceptat a la graella final. Prodrive va ser un dels dos compradors potencials considerats per l'equip Renault F1 per fer-se càrrec de l'equip abans de la temporada 2010. L'abril de 2010 Prodrive va anunciar que no s'aplicaria a la temporada 2011 de Fórmula 1. L'espai va estar disponible després que l'equip de F1 dels EUA es col·lapsés.

## Resultats del campionat per equips de Prodrive
2018
Campionat Mundial de Rallycross T - 5è (GC Kompetition)
Campionat Mundial de Rallycross D - 11è (Guerlain Chicherit GCK)
Campionat mundial de rallycross D - 12è (Jerome Grosset-Janin GCK)
Campionat Xinès de Ral·lis M - 2n (Equip de Ral·li FAW-VW)
Campionat Xinès de Ral·lis T - 2n (Equip de Ral·li FAW-VW)
Campionat Xinès de Ral·lis D - 3r (degà)
2017
24 hores de Le Mans GTE Pro - 1r (Aston Martin Racing)
Campionat del món de resistència GTE Am T - 1r (Aston Martin Racing # 98)
Campionat del món de resistència GTE Am D - 1r (Dalla Lana / Lamy / Lauda)
Campionat Mundial de Resistència GT D - 6è (Thiim / Sorensen)
Campionat Mundial de Resistència GT M - 4t (Aston Martin Racing)
Campionat del món de resistència GTE Pro T - 5è (Aston Martin Racing # 97)
Campionat Xinès de Ral·lis M - 2n (Equip de Ral·li FAW-VW)
Campionat Xinès de Ral·lis D - 1r (Li)
2016
Campionat xinès de ral·li M - 1r (equip de ral·li FAW-VW)
Campionat xinès de Ral·lis D - 2n (degà)
Campionat Mundial de Resistència GT M - 2n (Aston Martin Racing)
Campionat Mundial de Resistència GT D - 1r (Thiim / Sorensen)
Campionat del món de resistència GTE Pro T - 1r (Aston Martin Racing)
Campionat del món de resistència GTE Am T - 3r (Aston Martin Racing)
Campionat del món de resistència GTE Am D - 3r (Dalla Lana / Lamy / Lauda)
24 hores de Le Mans GTE Pro - 5è (Aston Martin Racing)
2015
Campionat xinès de ral·li M - 1r (equip de ral·li FAW-VW)
Campionat xinès de Ral·lis D - 1r (degà)
Campionat Mundial de Resistència GT M - 3r (Aston Martin Racing)
Campionat del món de resistència GTE Pro T - 5è (Aston Martin Racing)
Campionat del món de resistència GTE Am T - 3r (Aston Martin Racing)
Campionat Mundial de Resistència GT D - 7è (McDowall / Rees)
Campionat del món de resistència GTE Am D - 3r (Dalla Lana / Lamy / Lauda)
24 hores de Le Mans GTE Pro - 4t (Aston Martin Racing)
2014
Campionat Mundial de Resistència GT M - 3r (Aston Martin Racing)
Campionat del món de resistència GTE Pro T - 3r (Aston Martin Racing)
Campionat del món de resistència GTE Am T - 1r (Aston Martin Racing)
Campionat Mundial de Resistència GT D - 5è (Darren Turner / Stefan Mucke)
Campionat del món de resistència GTE Am D - 1r (Heinemeier Hansson / Poulsen)
24 hores de Le Mans GTE Pro - 6è (Aston Martin Racing)
24 hores de Le Mans GTE Am - 1a (Aston Martin Racing)
2013
Campionat Mundial de Resistència GT M - 2n (Aston Martin Racing)
Campionat del món de resistència GTE Pro T - 2n (Aston Martin Racing)
Campionat del món de resistència GTE Am T - 2n (Aston Martin Racing)
Campionat Mundial de Resistència GT D - 3r (Darren Turner / Stefan Mucke)
Campionat del món de resistència GTE Am D - 1r (Stuart Hall / Jamie Campbell-Walter)
24 hores de Le Mans GTE Pro - 3r (Aston Martin Racing)
24 hores de Le Mans GTE Am - 6è (Aston Martin Racing)
2012
Campionat Mundial de Ral·lis FIA D - 11è (Dani Sordo)
Le Mans 24 Hours GTE - 3r (Aston Martin Racing)
Trofeu GTE Pro del Campionat Mundial de Resistència - 2n (Aston Martin Racing)
Campionat Mundial de Resistència D - 33è (Darren Turner / Stefan Mucke)
Campionat australià de V8 Supercar T - 2n (Ford Performance Racing)
Campionat australià de V8 Supercar D - 3r (Mark Winterbottom)
2011
Campionat Mundial de Ral·lis FIA D - 8è (Dani Sordo)
Campionat australià de V8 Supercar T - 2n (Ford Performance Racing)
Campionat australià de V8 Supercar D - 3r (Mark Winterbottom)
2010
24 hores de Le Mans - 5è (Aston Martin Racing)
Le Mans Series T - 6è (Aston Martin Racing)
Le Mans Series D - 15è (Stefan Mucke / Adrian Fernandez / Harold Primat)
Campionat australià de V8 Supercar T - 4t (Ford Performance Racing)
Campionat australià de V8 Supercar D - 3r (Mark Winterbottom)
2009
24 hores de Le Mans: 4a (Aston Martin Racing)
Sèrie Le Mans T - 1a (Aston Martin Racing)
Sèrie Le Mans D - 1r (Stefan Mucke / Jan Charouz / Tomas Enge)
Campionat australià de V8 Supercar T - 4t (Ford Performance Racing)
Campionat australià de V8 Supercar D - 5è (Mark Winterbottom)
2008
Campionat Mundial de Ral·lis FIA M - 3r (Subaru)
FIA World Rally Championship D - 5th (Chris Atkinson)
24 hores de Le Mans GT1 - 1a (Aston Martin Racing)
Le Mans Series T - 5è (Aston Martin Racing)
Sèrie D de Le Mans: novè (Stefan Mucke / Jan Charouz)
Campionat australià de V8 Supercar T - 2n (Ford Performance Racing)
Campionat australià de V8 Supercar D - 2n (Mark Winterbottom)
2007
Campionat Mundial de Ral·lis FIA M - 3r (Subaru)
FIA World Rally Championship D - 5th (Petter Solberg)
24 hores de Le Mans GT1 - 1a (Aston Martin Racing)
Campionat australià de V8 Supercar T - 4t (Ford Performance Racing)
Campionat australià de V8 Supercar D - 5è (Mark Winterbottom)
2006
Campionat Mundial de Ral·lis FIA M - 3r (Subaru)
FIA World Rally Championship D - 6è (Petter Solberg)
24 hores de Le Mans GT1 - 2a (Aston Martin Racing)
American Le Mans Series GT1 - 2n (Aston Martin Racing)
Campionat australià de V8 Supercar T - 2n (Ford Performance Racing)
Campionat australià de V8 Supercar D - 3r (Mark Winterbottom)
2005
FIA World Rally Championship M - 4th (Subaru)
Campionat Mundial de Ral·lis FIA D - 2n (Petter Solberg)
24 hores de Le Mans GT1– 3r (Aston Martin Racing)
American Le Mans Series GT1 - 5è (Aston Martin Racing)
FIA GT - 5è (Aston Martin Racing)
Australian V8 Supercar Championship T - 8th (Ford Performance Racing)
Campionat australià de V8 Supercar D - 9è (Jason Bright)
2004
Campionat Mundial de Ral·lis FIA M - 3r (Subaru)
Campionat Mundial de Ral·lis FIA D - 2n (Petter Solberg)
Le Mans 24 Hours GT1 - 3r (Prodrive Ferrari 550)
Campionat australià de V8 Supercar - 15è (Glenn Seton - Ford Performance Racing)
2003
Campionat Mundial de Ral·lis FIA M - 3r (Subaru)
FIA World Rally Championship D - 1st (Petter Solberg)
SCCA ProRally Championship T - 2nd (Subaru Rally Team USA)
SCCA ProRally Championship D - 5è (Ramana Lagemann)
Le Mans 24 Hours GTS - 1r (Prodrive Ferrari 550)
American Le Mans Series GTS M - 2n (Prodrive Ferrari 550)
Campionat australià de V8 Supercar - 5è (Craig Lowndes - Ford Performance Racing)
2002
Campionat Mundial de Ral·lis FIA M - 3r (Subaru)
Campionat Mundial de Ral·lis FIA D - 2n (Petter Solberg)
SCCA ProRally Championship D - 3r (Mark Lovell)
SCCA ProRally Championship T - 2nd (Subaru Rally Team USA)
Campionat Europeu de Turismes FIA M - 3r (Volvo)
Campionat Europeu de Turismes FIA D - 5è (Rickard Rydell)
American Le Mans Series GTS T - 5th (Prodrive Ferrari 550)
2001
FIA World Rally Championship M - 4th (Subaru)
FIA World Rally Championship D - 1st (Richard Burns)
SCCA ProRally Championship D - 1er (Mark Lovell)
SCCA ProRally Championship T - 1st (Subaru Rally Team USA)
FIA GT Championship T - 5th (Prodrive Ferrari 550)
2000
Campionat Mundial de Ral·lis FIA M - 3r (Subaru)
FIA World Rally Championship D - 2nd (Richard Burns)
Campionat britànic de turismes M - 1r (Ford)
Campionat britànic de turismes D - 1r (menú Alain)
1999
FIA World Rally Championship M - 2nd (Subaru)
FIA World Rally Championship D - 2nd (Richard Burns)
Campionat britànic de turismes M - 6è (Ford)
Campionat britànic de turismes D - 11è (menú Alain)
1998
Campionat Mundial de Ral·lis FIA M - 3r (Subaru)
FIA World Rally Championship D - 3rd (Colin McRae)
Campionat britànic de turismes M - 4t (Honda)
Campionat britànic de turismes D - 3r (James Thompson)
1997
Campionat Mundial de Ral·lis FIA M - 1r (Subaru)
FIA World Rally Championship D - 2nd (Colin McRae)
Campionat FIA Àsia-Pacífic de Ral·lis M - 1r (Subaru)
Campionat FIA Asia-Pacific Rally D - 1r (Kenneth Erikkson)
Campionat britànic de turismes M - 3r (Honda)
Campionat britànic de turismes D - 5è (James Thompson)
1996
Campionat Mundial de Ral·lis FIA M - 1r (Subaru)
FIA World Rally Championship D - 2nd (Colin McRae)
Campionat FIA Asia-Pacific Rally M - 2n (Subaru)
Campionat FIA Àsia-Pacífic de Ral·lis D - Primer (Kenneth Eriksson)
1995
Campionat Mundial de Ral·lis FIA M - 1r (Subaru)
FIA World Rally Championship D - 1st (Colin McRae)
FIA Asia-Pacific Rally Championship - 2n (Colin McRae)
Campionat britànic de turismes M - 8è (Alfa Romeo)
Campionat britànic de turismes D - 16è (Gabriele Tarquini)
1994
FIA World Rally Championship M - 2nd (Subaru)
Campionat Mundial de Ral·lis FIA D - 2n (Carlos Sainz)
Campionat de ral·li FIA Àsia-Pacífic - 1r (Possum Bourne)
1993
Campionat Mundial de Ral·lis M - 3r (Subaru)
Campionat Mundial de Ral·lis D - 5è (Colin McRae)
Campionat de ral·li FIA Àsia-Pacífic - 1r (Possum Bourne)
Campionat Britànic de Ral·lis - Primer (Richard Burns)
1992
Campionat Mundial de Ral·lis M - 4t (Subaru)
Campionat Mundial de Ral·lis D - 8è (Colin McRae)
Campionat de ral·li britànic: 1r (Colin McRae)
Campionat britànic de turismes - 8è (Tim Sugden)
1991
Campionat Mundial de Ral·lis M - 6è (Subaru)
Campionat Mundial de Ral·lis D - 8è (Markku Alen)
Campionat de ral·li britànic: 1r (Colin McRae)
Campionat Britànic de Turismes - 4t (Steve Soper)
1990
Campionat Mundial de Ral·lis M - 4t (Subaru)
Campionat Mundial de Ral·lis D - 14è (Possum Bourne)
Campionat de França de Ral·lis - 1r (Francois Chatriot)
Campionat Europeu de Ral·lis - 5è (Francois Chatriot)
Campionat de turismes britànics classe B - 1r (2n general) (Frank Sytner)
1989
Campionat de França de Ral·lis - 1r (Francois Chatriot)
Campionat de Bèlgica de Ral·lis - 1r (Marc Duez)
Campionat Europeu de Ral·lis - 9è (Francois Chatriot)
Campionat de turismes britànics classe B - 1r (James Weaver) 2n a la general
1988
Campionat Europeu de Ral·lis - 2n (Patrick Snijers)
Campionat de Bèlgica de Ral·lis - Primer (Patrick Snijers)
Campionat de França de Ral·lis - 2n (Bernard Beguin)
Campionat Italià de Ral·lis - 2n (Andrea Zanussi)
Campionat britànic de turismes - 1er (Fank Sytner)
1987
Campionat de França de Ral·lis - 2n (Bernard Beguin)
Campionat de Ral·lis a l'Orient Mitjà - 2n (Saeed Al Hajri)
Campionat de turismes britànics classe B - 3r (Frank Sytner)
1986
Campionat de Ral·lis a l'Orient Mitjà - 4t (Saeed Al Hajri)
Campionat de ral·li britànic: 4t (Jimmy McRae))
Irish Tarmac Championship - 2n (Billy Coleman)
1985
Campionat de Ral·li de l'Orient Mitjà - 1er (Saeed Al Hajri)
Campionat Europeu de Ral·lis - 8è (Bernard Beguin)
Campionat de França de Ral·lis - 7è (Bernard Beguin)
Irish Tarmac Championship - 4t (Billy Coleman)
1984
Campionat de Ral·li de l'Orient Mitjà - 1er (Saeed Al Hajri)
Campionat Europeu de Ral·lis - 2n (Henri Toivonen)